# تائیچی یامازاکی
تائیچی یامازاکی (انگلیسی: Taichi Yamazaki؛ زادهٔ ۸ سپتامبر ۱۹۷۲) یک مهندس هوا فضا اهل ژاپن و همسر فضانورد ژاپنی نائوکو یامازاکی است.